# 1UP.com
1UP.com was een site van IGN die recensies over videospellen plaatst. In tegenstelling tot andere spelrecensenten zoals Gamespot werd 1UP.com opgericht om een sociaal netwerk te zijn. In 2013 werd 1UP.com opgeheven; in 2014 was de site niet meer te bezoeken.
| Nummer | Letter |
| ------ | ------ |
| 10     | A+     |
| 9,5    | A      |
| 9      | A      |
| -      | A-     |
| 8,5    | B+     |
| 8      | B+     |
| -      | B      |
| 7,5    | B-     |
| 7      | B-     |
| 6,5    | C+     |
| 6      | C+     |
| 5,5    | C      |
| 5      | C      |

| Nummer | Letter |
| ------ | ------ |
| -      | C-     |
| 4,5    | D+     |
| 4      | D+     |
| -      | D      |
| 3,5    | D-     |
| 3      | D-     |
| -      | F+     |
| 2,5    | F      |
| 2      | F      |
| 1,5    | F      |
| 1      | F      |
| 0,5    | F      |
| 0      | F      |